# Воскресенська сільська рада (Половинський район)
Воскресе́нська сільська рада (рос. Воскресенский сельский совет) — сільське поселення у складі Половинського району Курганської області Росії.
Адміністративний центр та єдиний населений пункт — село Воскресенське.
Населення сільського поселення становить 392 особи (2017; 439 у 2010, 601 у 2002).